# Anno 117 : Pax Romana
Anno 117 : Pax Romana est un jeu vidéo de gestion et de stratégie en temps réel, développé par Ubisoft Mainz, édité par Ubisoft, dont la sortie est prévue pour le 13 novembre 2025 sur Microsoft Windows, PS5 et Xbox Series. Il s'agit du huitième opus de la série Anno avec un gameplay stratégique centré sur la gestion de cités dans la Rome antique — le cadre historique le plus ancien de toute la franchise. Pour la première fois, les joueurs peuvent choisir leur province de départ : gouverner l’Empire romain en Latium ou le royaume celte en Albion, afin d’étendre l’influence culturelle de l'un ou de l'autre. Le joueur incarne un gouverneur et doit décider entre la loyauté et la rébellion, en orientant sa gestion vers la puissance militaire ou le développement économique.
Ubisoft a officiellement annoncé le jeu en juin 2024 pour une sortie le 13 novembre 2025 sur PlayStation 5, Windows et Xbox Series X/S.

## Système de jeu
Le jeu proposera le cadre historique le plus ancien de toute la franchise à ce jour, en plongeant les joueurs dans l’époque de la Rome antique. Le sous-titre Pax Romana fait référence à une période d'environ 200 ans, allant de 27 av. J.-C. à 180, de paix et de stabilité relative dans l’Empire romain. Cette ère se distingue par une économie florissante, de vastes réseaux commerciaux, ainsi que des avancées culturelles et architecturales majeures, dont certaines sont encore visibles aujourd’hui en Europe centrale, plus de deux millénaires plus tard. Un contexte idéal pour un jeu axé sur le commerce et la construction de villes, permettant aux joueurs d'entrer dans la peau d'un préteur ou d'un gouverneur, de la province romaine de leur choix.
Pour la première fois dans la série, il sera possible de choisir entre différentes provinces de départ : gouverner l’Empire romain en Latium ou le royaume celte en Albion, et ainsi diffuser l’influence culturelle des Romains ou des Celtes. Le joueur incarnera un gouverneur, chargé de développer un empire et d’en façonner l’avenir, en choisissant de réussir par la puissance militaire ou par la croissance économique. Deux voies seront possibles : la loyauté au gouvernement de Rome ou la rébellion.
Une fonctionnalité nouvelle dans Anno 117 est la présence de navires modulaires : il sera par exemple possible d'ajouter une voile, des rameurs, des archers ou une catapulte sur son navire.

## Développement
Anno 117 : Pax Romana est développé par Ubisoft Mainz et édité par Ubisoft. Annoncé en juin 2024 au cours du Ubisoft Forward 2024, le jeu doit sortir sur Microsoft Windows, PlayStation 5 et Xbox Series X/S en 2025,. Il s'agit du huitième opus de la franchise Anno et reprend les mécaniques bien connues de stratégie et de construction de ville. Le développement du jeu a été subventionné par le ministère fédéral de l'Économie et de l'Énergie allemand à hauteur de 5,7 millions d'euros depuis l'été 2023.
Dans une interview accordée à IGN, le directeur créatif Manuel Reinher a expliqué que l’équipe se concentre sur l’amélioration de l’expérience de départ pour les nouveaux joueurs, tout en conservant la complexité propre à la série. Le jeu sera conçu de manière plus modulaire, permettant aux débutants de choisir et d’explorer des provinces spécifiques avec davantage de contexte narratif. Les joueurs expérimentés retrouveront, quant à eux, la possibilité de gérer plusieurs territoires et de s’engager pleinement dans le commerce, grâce à un système plus adaptable et convivial. L’objectif est de préserver l’héritage de la franchise tout en introduisant des nouveautés. L’accent mis sur des idées nouvelles et sur un contenu plus social est présenté comme un moyen de répondre aux attentes actuelles des joueurs. L’équipe souhaite ainsi repositionner la marque, élargir la communauté et renforcer le lien entre les joueurs et les développeurs pour garantir la meilleure expérience possible. Les développeurs annoncent également une importance accrue accordée à la diplomatie, davantage que dans les précédents jeux de la série.

## Sortie et promotion
Le jeu a été dévoilé lors du Ubisoft Forward en juin 2024. Un trailer live action est sorti en même temps pour accompagner cette annonce. Elle présente un héraut public récitant des écritures romaines dans un champ vide rempli de moutons, ce qui compensait l'absence d'images de gameplay. Le héraut est apparu dans une seconde vidéo promotionnelle présentant 117 commentaires de réseaux sociaux de personnes qui souhaitaient depuis longtemps que l'Empire romain soit le cadre d'un nouveau jeu Anno. Plusieurs artworks ont été publiées, qui, selon les développeurs, contiennent quelques indices sur le contenu du jeu. Une capture d'écran a fuité après avoir été accidentellement téléchargée sur le site officiel d'Anno puis rapidement supprimée. L'image divulguée montrait une grande colonie côtière divisée en plusieurs zones. En novembre 2024, les premières captures d'écran officielles ont été publiées, montrant les régions confirmées d'Albion et du Latium. Les paysages incluent un terrain rocheux, des zones boisées verdoyantes et un environnement marécageux.
En juillet 2024, Ubisoft Mainz a organisé un concours via Anno Union dans lequel tout le monde pouvait concevoir un ornement pour Anno 117. Un modèle a été fourni pour le concours que les fans pouvaient utiliser pour faire preuve de créativité. La silhouette d'une statue devait être complétée et envoyée à Ubisoft,. Deux autres concours communautaires ont eu lieu, les participants créant une quête dans le jeu pour le premier et concevant une île pour le second,.À la Gamescom 2024, Ubisoft a partagé de nouveaux détails sur Anno 117. Le jeu doit introduire des changements significatifs aux mécaniques établies, notamment à travers le concept de romanisation face aux traditions celtiques. Les joueurs peuvent choisir des voies culturelles qui influencent le développement urbain, les chaînes de production et la progression de la population. Le 19 mai 2025, une nouvelle bande-annonce a été publiée, dévoilant le gameplay pour la première fois. Polygon a noté quelques changements par rapport aux précédents épisodes, comme la possibilité de construire des bâtiments en diagonale et l'impact du placement des bâtiments de production sur leur zone environnante.